# Polanik

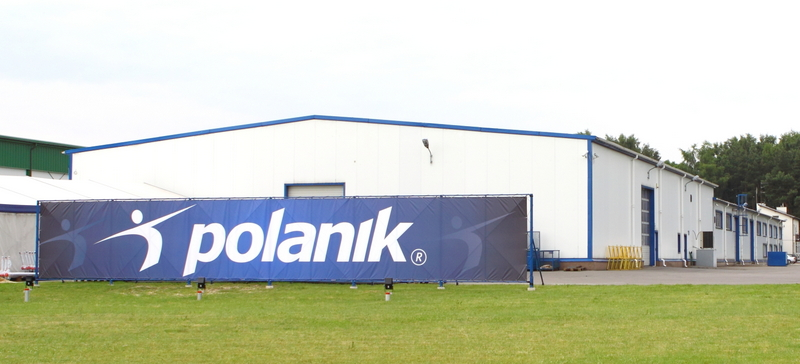
Siedziba przedsiębiorstwa

Polanik – polskie przedsiębiorstwo zajmujące się produkcją sprzętu lekkoatletycznego założone przez Wiesława Szczepanika 24 marca 1966 w Piotrkowie Trybunalskim. Obecnie ponad 1000 produktów przedsiębiorstwa trafia na rynki kilkudziesięciu krajów świata.
W pierwszych latach funkcjonowania Polanik z siedzibą w centrum miasta przy ulicy Wiejskiej – produkował m.in. tablice rejestracyjne i sprzęt gospodarstwa domowego. Produkcję sprzętu sportowego rozpoczęto w 1975 roku od wyrobu oszczepów. Na urządzeniach i oprzyrządowaniu wykonanym przez właściciela przedsiębiorstwa powstawały oszczepy sportowe, które za pośrednictwem Centrali Handlu Zagranicznego eksportowane były do wielu krajów świata. W 1987 roku przedsiębiorstwo uzyskało patent na własną maszynę do produkcji oszczepów aluminiowych, które spełniały standardy Międzynarodowego Stowarzyszenia Federacji Lekkoatletycznych (IAAF).
Dzięki kredytowi z Europejskiej Wspólnoty Gospodarczej na przełomie lat 80. i 90. XX wieku przedsiębiorstwo zbudowało nową halę produkcyjną na obrzeżach miasta w pobliżu północnego odcinka obwodnicy Piotrkowa Trybunalskiego. W 1992 Polanik rozpoczął produkcję dysków, w 1993 bloków startowych, w 1997 stojaków do skoku wzwyż, w 1998 rozpoczęto produkcję klatek osłonowych do rzutów dyskiem i młotem.
Podczas lekkoatletycznych mistrzostw świata w 1997 korzystano z płotków produkcji Polanik. Sprzęt produkowany przez przedsiębiorstwo wykorzystywany był także m.in. podczas igrzysk olimpijskich w Sydney, Atenach, Pekinie, Londynie, Rio i Tokio oraz na innych dużych imprezach sportowych takich jak uniwersjada czy igrzyskach Ameryki Środkowej i Karaibów. W 2009 sprzętem Polanik rzucano podczas mistrzostw świata kadetów oraz seniorskich mistrzostw globu. Na 12. Mistrzostwach Świata w Berlinie w 2009 roku Anita Włodarczyk młotem Polanik zdobyła złoty medal i pobiła rekord świata w rzucie młotem kobiet.
Od 2010 przedsiębiorstwo jest sponsorem Polskiego Związku Lekkiej Atletyki.
W 2011 Polanik był oficjalnym krajowym dostawcą sprzętu podczas mistrzostw Europy młodzieżowców, które odbyły się w Ostrawie. Młot przedsiębiorstwa Polanik sygnowany nazwiskiem Szymona Ziółkowskiego był używany podczas lekkoatletycznych mistrzostw świata w 2011 roku. 
Anita Włodarczyk młotem Polanik na XXX Letnich Igrzyskach Olimpijskich w Londynie zdobyła srebrny medal w konkursie rzutu młotem kobiet.
Podobna sytuacja miała miejsce w konkursie rzutu młotem kobiet na 14. Mistrzostwach Świata w Moskwie, gdzie młotem Polanik Anita Włodarczyk zdobyła srebrny medal i poprawiła rekord Polski uzyskując 78,43 m.
Firma przygotowała młoty, kule oraz dyski, zarówno do konkurencji damskich jak i męskich, z których korzystali olimpijczycy w Tokio.
W maju 2022 roku firma Polanik podpisała czteroletnią umowę partnerską z European Athletics. Na jej mocy polskie przedsiębiorstwo do 2026 roku będzie oficjalnym dostawcą sprzętu na dziesięć największych imprezach lekkoatletycznych organizowanych w Europie.